# Kompetencja (prawo)
Kompetencja – pojęcie z zakresu prawa administracyjnego oznaczające uprawnienie, a zarazem obowiązek organu administracyjnego podejmowania określonych działań prawnych. Kompetencja najczęściej realizuje się w wydaniu pozytywnej lub odmownej decyzji administracyjnej, od której wydania organ administracyjny nie może się uchylić.